# Махлеб
Махлеб е арабска подправка, приготвена от смлени ядки от костилките на специален вид череши „Махалебка“.
Подправката има вкус подобен на комбинация от горчив бадем и череша. Използва се предимно в сладкарство и пекарство. Придава приятен бадемово — горчив вкус на печивата.
|  | Тази страница частично или изцяло представлява превод на страницата Mahlab в Уикипедия на английски. Оригиналният текст, както и този превод, са защитени от Лиценза „Криейтив Комънс – Признание – Споделяне на споделеното“, а за съдържание, създадено преди юни 2009 година – от Лиценза за свободна документация на ГНУ. Прегледайте историята на редакциите на оригиналната страница, както и на преводната страница, за да видите списъка на съавторите. ВАЖНО: Този шаблон се отнася единствено до авторските права върху съдържанието на статията. Добавянето му не отменя изискването да се посочват конкретни източници на твърденията, които да бъдат благонадеждни. |